# Britische Mount-Everest-Expedition 1953

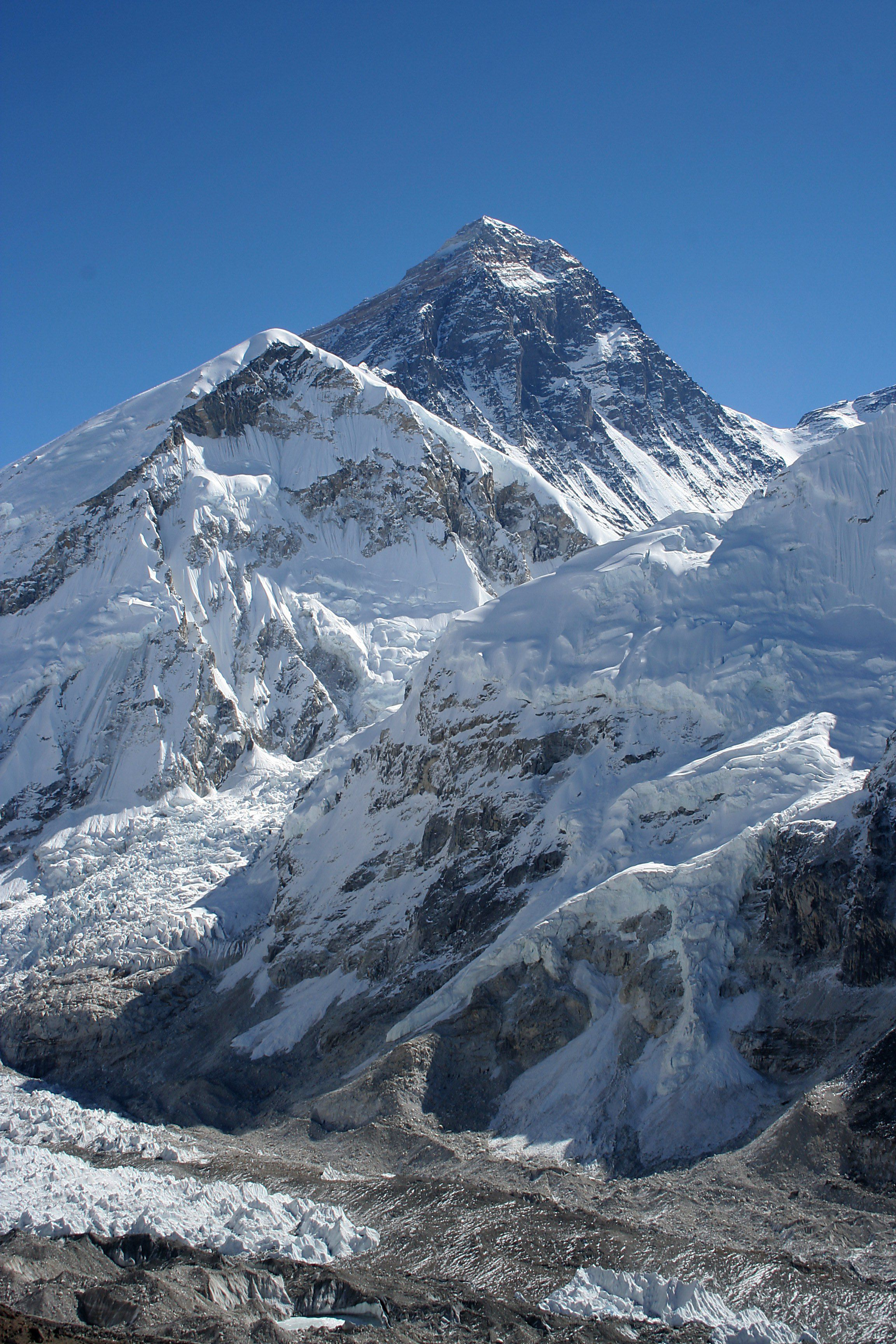
Mount Everest. Die Besteigungsroute verlief über den Khumbu-Eisbruch, dann entlang der Lhotse-Flanke auf den Südsattel und entlang des Südostgrates Richtung Südgipfel.

Im Rahmen der Britischen Mount-Everest-Expedition 1953 gelangten erstmals zwei Bergsteiger auf den höchsten Berg der Erde. Edmund Hillary und Tenzing Norgay erreichten am 29. Mai den Gipfel des Mount Everest. Wenige Tage zuvor, am 26. Mai, hatten die Bergsteiger Tom Bourdillon und Charles Evans bereits den Südgipfel erreicht und damit den Höhenweltrekord für Bergsteiger gebrochen. Diese Expedition war die achte offizielle britische Expedition zum Mount Everest. Die Expedition wurde von einem großen Medieninteresse begleitet und löste bei der Bekanntgabe des Erfolges am Krönungstag von Königin Elisabeth II. ein gewaltiges Echo aus.

## Ausgangslage
Britische Bergsteiger hatten seit 1921 mehrfach versucht, den höchsten Berg der Erde zu besteigen. In den Jahren 1922 und 1924 scheiterten Expeditionen um den Bergsteiger George Mallory, der 1924 mit seinem Partner Andrew Irvine verschwand. Fortan galt die Besteigung des Mount Everest als nationales Interesse und die Briten vereinnahmten den Berg für sich. So scheiterten in den Jahren 1933, 1935, 1936 und 1938 weitere britische Expeditionen. Alle diese Expeditionen versuchten, über die heutige Standard-Nordroute aus Tibet auf den Gipfel zu gelangen. In der Zeit des Zweiten Weltkriegs und den ersten Jahren danach unterbrachen die Briten ihre Bemühungen. Erst Anfang der 1950er Jahre richtete sich der Blick des geschwächten britischen Empire wieder auf die Eroberung des sogenannten dritten Pols. Der bekannte britische Bergsteiger Eric Shipton übernahm die Leitung. Der britische Alpine Club und das Mount Everest Committee hofften, dem Empire mit dem Sieg über den Gipfel wieder zu mehr Ansehen zu verhelfen. Durch den Verlust einiger Kolonien (z. B. Indien 1947) war man bemüht, die eigene Rolle in der Welt neu zu definieren und dabei möglichst stark dazustehen.

### Erkundungsexpedition 1951

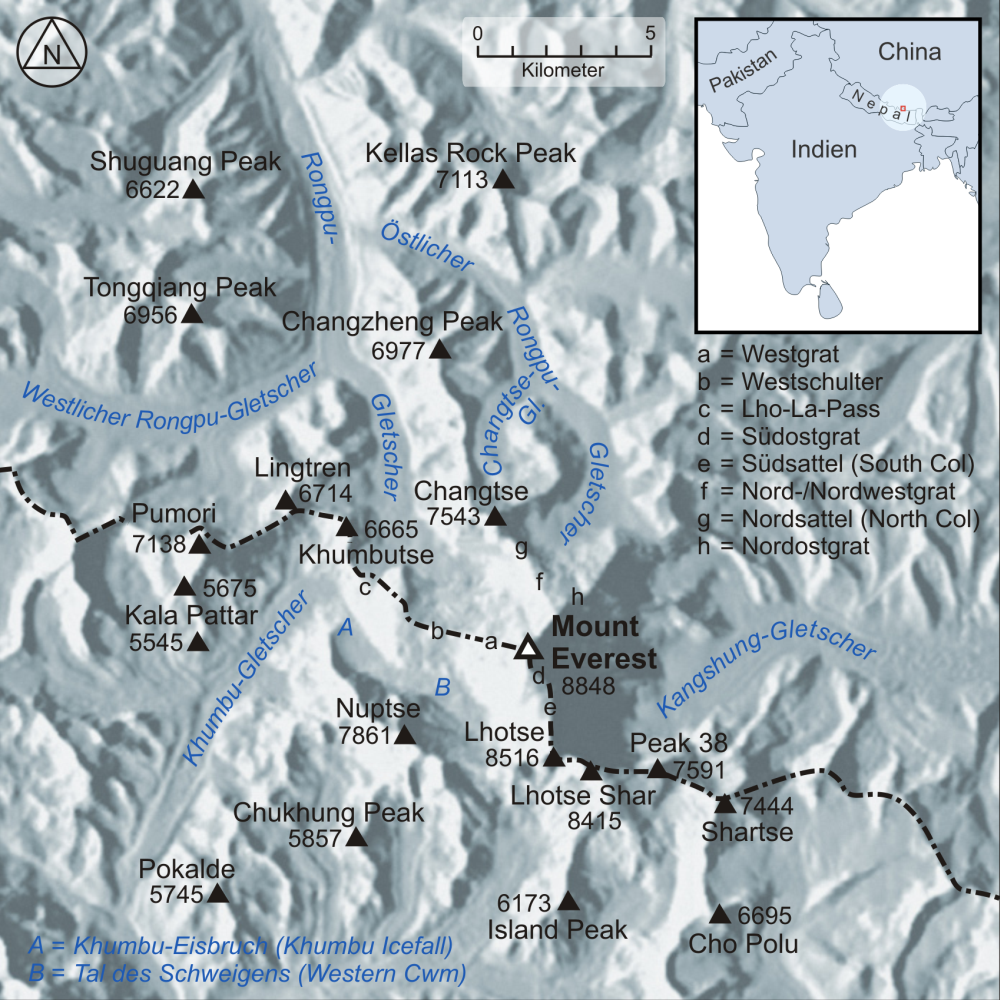
Karte des Mount Everest

Das größte Problem bei der Besteigung stellte zunächst die Auswahl der Route zum Berg dar, weil Tibet nach der Besetzung durch China nicht mehr als Reiseland zur Verfügung stand. Durch die zunächst überraschende Öffnung Nepals für Ausländer bot sich aber ein neuer Weg zum Mount Everest, der 1951 erkundet werden sollte. Nachdem Shipton für die Expedition gewonnen werden konnte, konnte auch die Finanzierung gesichert werden. Die Times kaufte die Exklusivrechte der Berichte. Die Expedition wurde von Shipton in der ihm eigenen Art recht locker geplant und geleitet. Er nahm nur eine ausgesuchte Schar von Bergsteigern mit und lehnte viele andere ab. Auf dem Weg zum Mount Everest traf die Expedition zufällig auf die Neuseeländer Edmund Hillary und Earl Riddifort. Weil Shipton schon früher gute Erfahrungen mit Neuseeländern gemacht hatte, lud er sie zur Teilnahme an der weiteren Erkundung ein. Im Laufe der Expedition konnten Shipton und Hillary vom Anstieg zum Pumori von etwa 6100 m aus eine möglicherweise gangbare Route zum Gipfel entdecken. Sie verläuft über den Khumbu-Eisbruch, das Tal des Schweigens, die Lhotse-Flanke auf den Südsattel und von dort über den Grat auf den Südgipfel. Von dort führt ein schmaler Grat hinüber zum Hauptgipfel.
Die Expedition konnte nach einigen Schwierigkeiten auch einen Weg durch den Khumbu-Eisbruch finden und versuchte sich an der Besteigung der Lhotse-Flanke. Da der Fokus aber auf der Erkundung der Route lag, was sehr lange dauerte, wurde kein Besteigungsversuch unternommen.

### Schweizer Expedition 1952
Die Briten wollten eigentlich im Jahr 1952 eine große Expedition durchführen, doch kamen ihnen die Schweizer zuvor. Sie hatten eine Besteigungserlaubnis erhalten. Da damals nur jeweils einem Land pro Jahr die Erlaubnis erteilt wurde, konnten die Briten keine Expedition entsenden. Dies führte zu großer Bestürzung, hatte man den Mount Everest doch als quasi britischen Berg betrachtet. Alle Versuche der Briten, sich an der Schweizer Expedition zu beteiligen, scheiterten. Somit wurde eine Trainingsexpedition zum Cho Oyu entsandt, die aber scheiterte. Die Schweizer Expedition wandte als erste Leitern zur Versicherung des Eisbruchs an und konnte auch auf den Südsattel gelangen. Der Schweizer Raymond Lambert und Tenzing Norgay erreichten im Vormonsun eine Höhe von etwa 8650 m und damit einen neuen Höhenweltrekord für Bergsteiger. Norgay wurde dabei mehr als gleichberechtigter Partner denn als Träger gesehen. Dies führte in der Folge zu einer starken freundschaftlichen Verbindung beider Bergsteiger.
Im Nachmonsun wurde ebenfalls eine Expedition entsandt, die erstmals die Lhotse-Flanke südlich des neu benannten Genfer Sporns beging. Sie erreichte aber keine neue Rekordhöhe.

### Auswirkungen
Da die Briten nur die Besteigungserlaubnis für das Jahr 1953 bekamen, nicht aber für die folgenden Jahre, galt diese Expedition als letzte Chance, die Erstbesteigung zu schaffen. 1954 war erneut den Schweizern die Erlaubnis erteilt worden. In England war man der Meinung, dass diese Expedition vermutlich den Gipfel erreichen werde. Um diese letzte Chance nicht zu vertun, wurde viel Wert auf eine optimale Vorbereitung gelegt.

## Vorbereitung der Expedition
Die Vorbereitungen begannen quasi direkt nach der Erkundungsexpedition 1951. Zunächst war klar, dass Shipton erneut die Leitung übernehmen sollte. Aufgrund vieler Berichte wurde seine Eignung als Leiter aber in Zweifel gezogen, und auch er selbst war sich nicht sicher, ob er sie übernehmen sollte. Shipton konnte mit dem nationalen Anspruch und der dargestellten Ausnahmestellung des Mount Everest nicht viel anfangen. Somit wurde er nach einiger Zeit von seinen Aufgaben entbunden, und der als guter Organisator bekannte John Hunt übernahm seine Arbeit.

### Auswahl des Teams

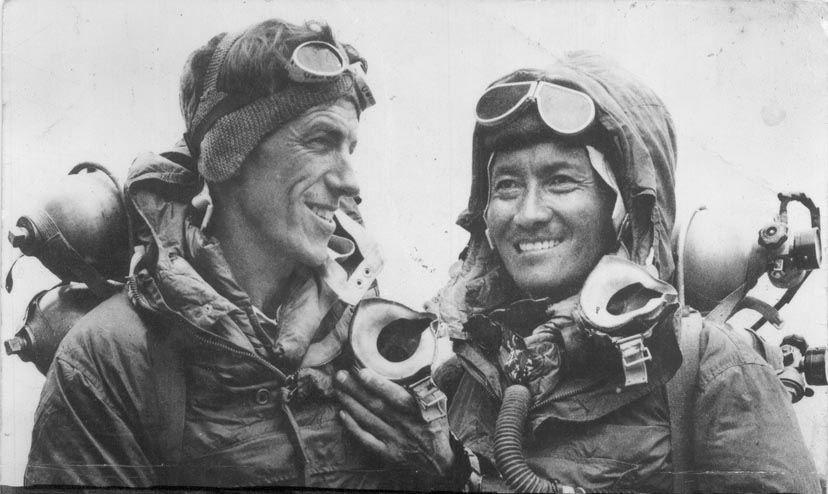
Die Erstbesteiger Edmund Hillary und Tenzing Norgay

Shipton und Hunt verfolgten beide das Ziel, eine möglichst schlagkräftige Mannschaft zusammenzustellen. Es wurde aber viel Wert darauf gelegt, keine Berufsbergsteiger mitzunehmen, sondern Männer, die neben der Liebe zum Bergsteigen auch ihr Amateurstatus verband. Den Grundstock sollten die erfahrenen Bergsteiger der vergangenen Expeditionen bilden. Charles Evans, Alfred Gregory und Tom Bourdillon mussten aber erst von Hunt überzeugt werden, sie hatten ihre Teilnahme an die Leitung Shiptons geknüpft. Sie ließen sich aber, im Falle Bourdillons mit viel Zureden von Shipton, umstimmen. Zusammen mit Hillary und Lowe kamen so 5 Bergsteiger zusammen. Da die Bergsteigergruppe aber aus 10 bis 11 Männern bestehen sollte, mussten weitere Teilnehmer gewonnen werden. Besonderer Wert wurde dabei auf das Alter, die bergsteigerische Bilanz, die Verfügbarkeit und die Nationalität gelegt. Die Gruppe sollte nur aus Briten bestehen, wobei Hillary und Lowe einen Sonderstatus bekamen, da sie bereits an gemeinsamen Expeditionen teilgenommen hatten. So kamen schließlich George Band, Mike Westmacott, Charles Wylie und Wilfrid Noyce zum Team. Zudem kamen Griffith Pugh als Wissenschaftler und Michael Ward als Arzt hinzu. Alle Teammitglieder bekamen im Vorfeld unterschiedliche Aufgaben aufgetragen, so musste sich Hillary zum Beispiel um Schlafsäcke kümmern.

### Zusatzsauerstoff
Man war einhellig der Meinung, dass dem Ziel der erfolgreichen Besteigung nahezu alles andere untergeordnet werden sollte. Somit kam auch dem Zusatzsauerstoff eine große Bedeutung zu, der als unverzichtbar galt. Der Teilnehmer Tom Bourdillon entwickelte zusammen mit seinem Vater ein neuartiges, geschlossenes Sauerstoffsystem, das zusätzlich zu den bekannten, aber weiterentwickelten, offenen Systemen mitgeführt wurde.
In Ergänzung dazu wurden Druckkammerexperimente und die Ergebnisse der Erkundungsexpedition genutzt. Beim späteren Aufbau der Hochlager am Berg wurde immer wieder das Tragen und Benutzen der Sauerstoffsysteme geübt, und auch die Akklimatisierung erfolgte wenn möglich nach einem Plan.

### Presse
Wie bereits bei allen vorangegangenen Expeditionen wurden auch in diesem Jahr die Exklusivrechte für die Berichterstattung an die Times verkauft. Dies stellte sich aber im Laufe der Expedition immer mehr als Problem heraus, weil auch andere Zeitungen ihre Reporter, allen voran Ralph Izzard von der Daily Mail, in die Gegend geschickt hatten und mit allerlei Tricks versuchten, ihre Story zu bekommen.

## Anmarsch
Die Teilnehmer der Expedition reisten per Flugzeug über Delhi nach Kathmandu. Dort trafen sie sich in der Botschaft. Die angeheuerten Sherpas kamen ebenfalls dorthin, darunter auch der zu diesem Zeitpunkt berühmteste Sherpa, Tenzing Norgay.
Von Kathmandu aus wanderten die Expeditionsteilnehmer über Namche Bazar zum Basislager.

## Besteigung des Berges

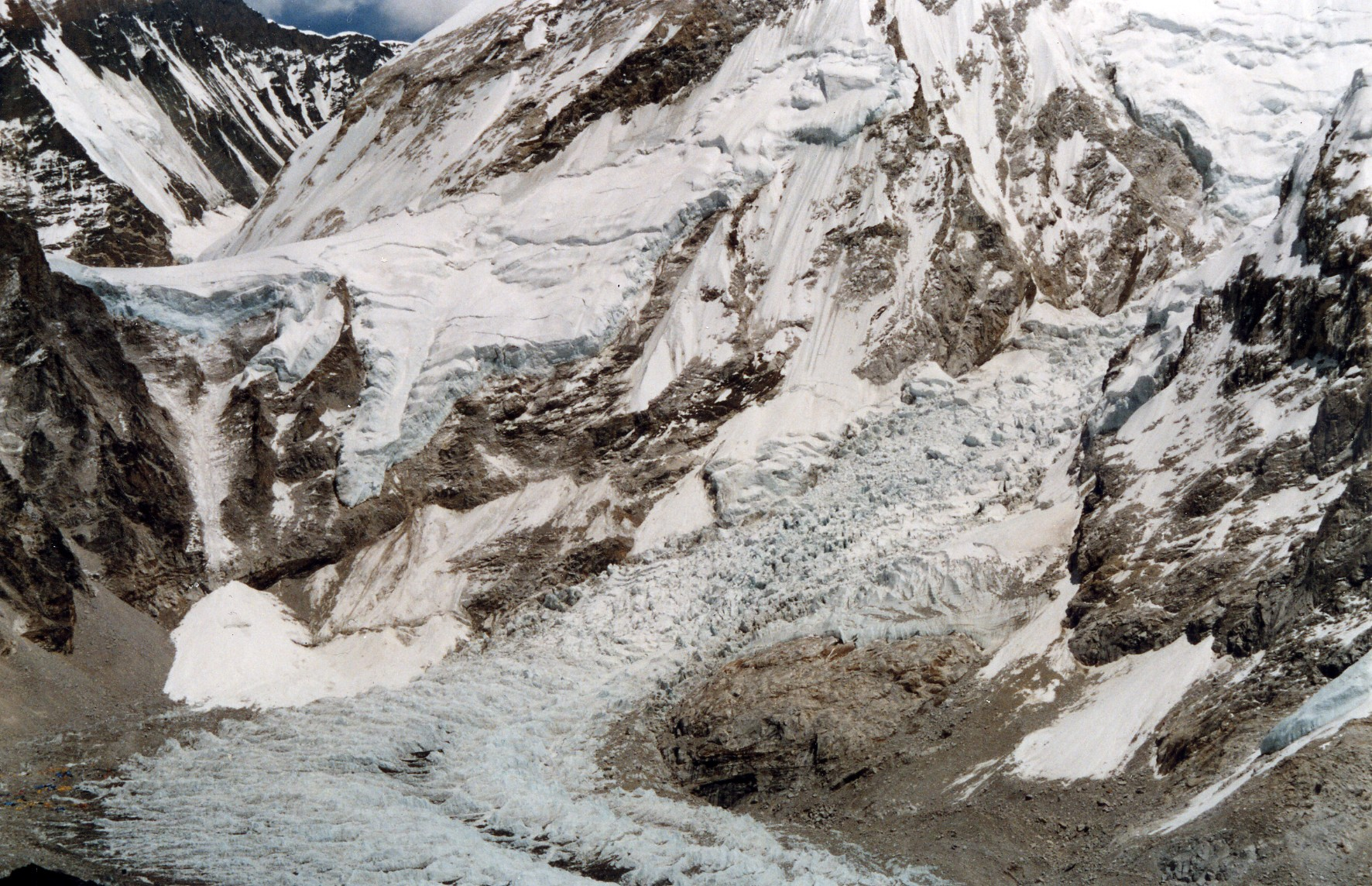
Westflanke des Mount Everest und Khumbu-Eisbruch

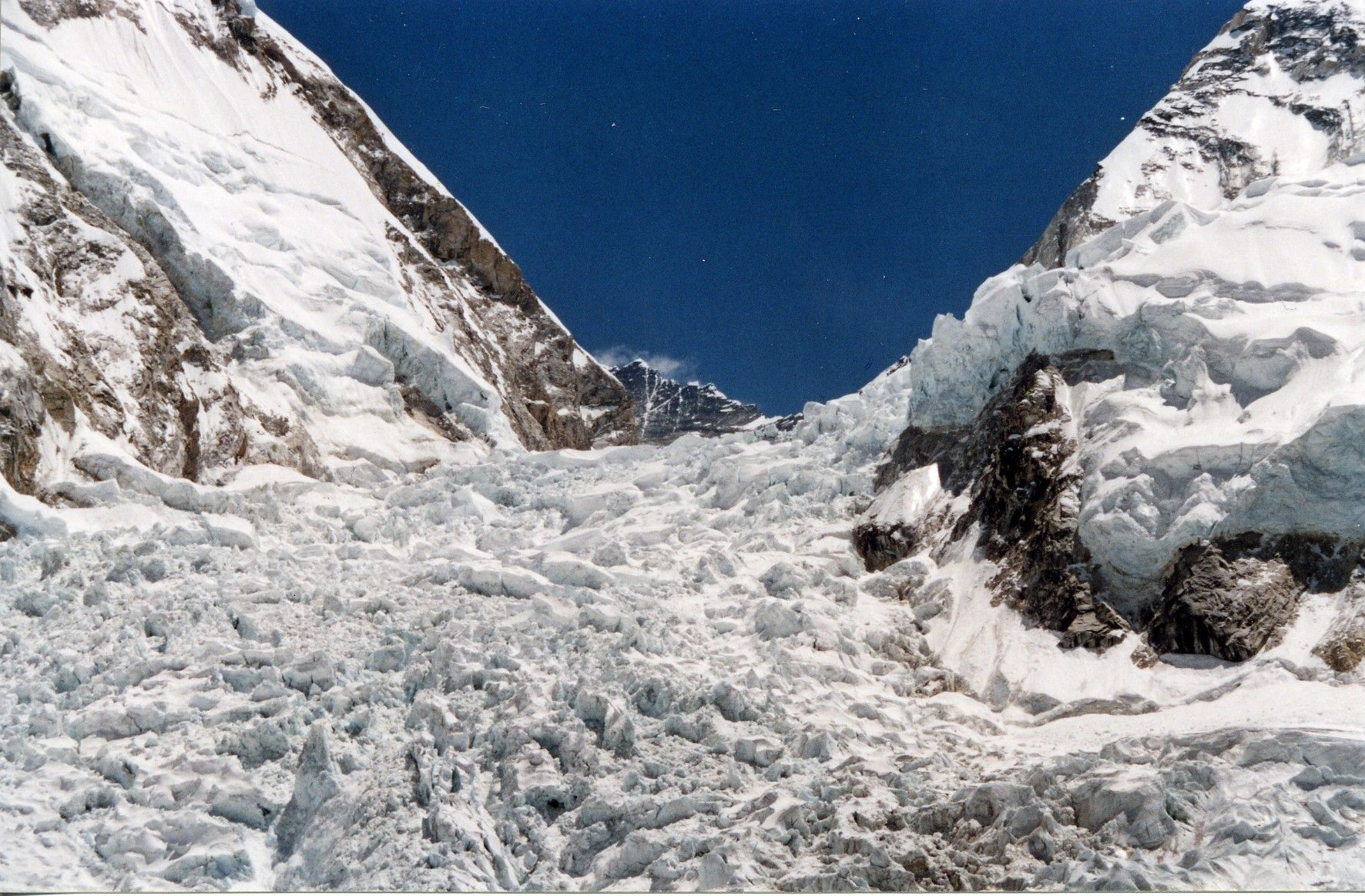
Khumbu-Eisbruch. Der Gipfel ist aus dieser Perspektive nicht zu sehen.

Bei der Ankunft im Basislager wurde festgestellt, dass 15 von 48 Sauerstoffflaschen komplett leer waren und Ersatz geordert werden musste. Anschließend begannen die Bergsteiger mit Akklimatisierungswanderungen auf umliegende Berge. Diese wurden am 6. April abgeschlossen.
Um nicht in den Monsun zu geraten, sollte nun mit dem Einrichten der Route begonnen werden. Am 9. April brachen u. a. Hillary, Lowe, Band und Westmacott auf, um eine Route durch den Khumbu-Eisbruch zu finden. Da es in der ersten Nacht schneite und nicht genügend Schneebrillen vorhanden waren, bekamen viele Träger Probleme mit den Augen. Trotzdem konnte auf 5360 m ein Lager eingerichtet werden. Von hier aus wurde die Route durch den Eisbruch gesucht. Die Routenfindung war kompliziert, und am 20. April kamen alle Bergsteiger am Khumbu-Gletscher zusammen. Das Basislager war zuvor verlegt worden, weil immer wieder Hinterlassenschaften der Schweizer Expedition des Vorjahres auftauchten. Ende April wurde das obere Ende des Eisbruchs erreicht. Am 25. April konnte eine riesige Spalte am Ende des Eisbruchs mit Hilfe von Leitern überwunden werden. Im nun erreichten Western Cwm wurde ein größeres Lager eingerichtet, das umgehend mit Nachschub versorgt wurde. Zudem konnten Nahrungsmittel der Vorjahresexpedition gefunden werden. Am 1. Mai wurde mit der Erkundung der Lhotse-Flanke begonnen. Hier wurde erstmals bei dieser Expedition die Verwendung eines Sauerstoffsystems im Ernstfall getestet. Die hier gebrauchten geschlossenen Systeme waren an warmen Tagen aber nicht gut zu gebrauchen, da sie zusätzlich Wärme erzeugten. Erst bei größerer Höhe und kälterer Umgebung waren sie eine Verbesserung gegenüber den offenen Systemen.
Am 7. Mai wurde das weitere Vorgehen geplant. Die ersten Versuche der Erstbesteigung sollten ab dem 15. Mai stattfinden. Das erste Team sollten Evans und Bourdillon bilden, die mit dem geschlossenen Sauerstoffsystem klettern sollten. Im Falle des Scheiterns sollten Hillary und Norgay mit offenem Sauerstoffsystem ein weiteres Lager 500 m oberhalb des Südsattels errichten und von dort den zweiten Versuch wagen. Bis zu den Versuchen musste noch der Transport der benötigten Materialien organisiert und durchgeführt werden.
Durch Schneestürme und Erkrankungen musste der Zeitplan aber umgestellt werden.

### Versuch 26. Mai

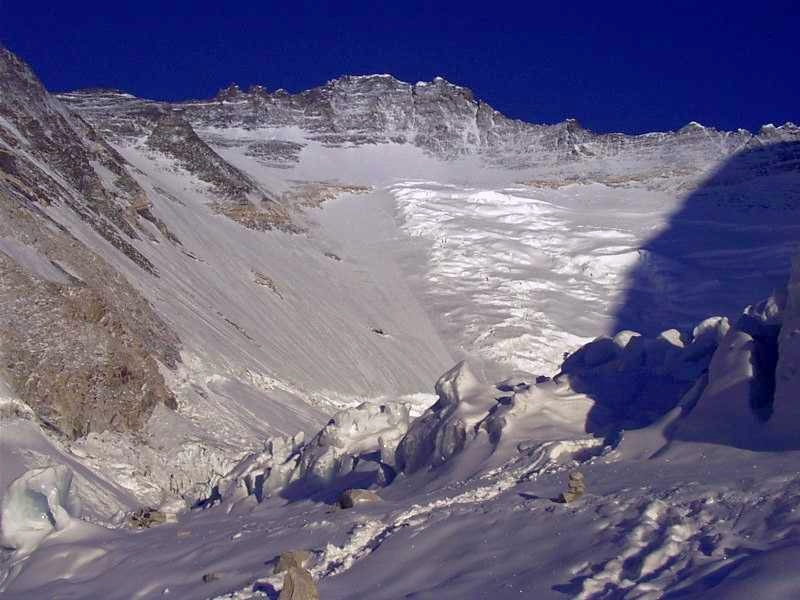
Tal des Schweigens und Lhotseflanke mit dem „Genfer Sporn“

Am 17. Mai konnte das Lager 7 auf 7300 m mitten in der Lhotse-Flanke errichtet werden. Der weitere Aufstieg verschob sich immer wieder aufgrund von Erkrankungen. Erst am 21. Mai wurde der Südsattel erreicht und das Lager 8 auf 7900 m errichtet. Das erste Gipfelteam stand am 24. Mai zusammen mit einigen Unterstützern auf dem Südsattel. Da alle erschöpft waren, wurde der erste Gipfelversuch auf den 26. Mai verschoben.
Am 26. Mai war es sehr kalt. Nachdem Bourdillon und Evans um 5 Uhr aufwachten und frühstückten, wollten sie um 6 Uhr losgehen. Durch Probleme mit den Sauerstoffgeräten verloren sie aber eine weitere Stunde. Erst um etwa 7.20 Uhr konnten sie mit dem Aufstieg über den Südostgrat beginnen. Ihr Aufstieg verlief zunächst ganz gut, sie schafften etwa 300 Höhenmeter pro Stunde. Nach einigen Stunden wurden die Hänge aber steiler und schwieriger, und sie konnten das Tempo nicht halten. Gegen 11 Uhr wechselten sie auf Vorschlag von Evans die Sauerstoffflaschen. Nach Evans Berechnungen würden sie den Gipfel in 1,5 Stunden erreichen, und mit der verbliebenen Flasche hätten sie Atemluft für 5 Stunden. Dieser Wechsel stellte sich kurze Zeit später als fatal heraus, weil der neue Atemkalkbehälter von Evans defekt war. Dennoch kamen sie gegen 13.20 Uhr auf dem Südgipfel (8750 m) an, womit sie einen neuen Höhenrekord für Bergsteiger aufstellten. Beim Blick auf den Gipfelgrat schätzte Evans, dass sie noch etwa 3 Stunden bis zum Gipfel brauchen würden, sie hatten aber nur noch Sauerstoff für 2,5 Stunden. Evans wollte umdrehen, Bourdillon jedoch das Risiko eingehen und ohne Zusatzsauerstoff den Abstieg nach dem Erreichen des Hauptgipfels versuchen. Gegen 13.30 Uhr begannen sie mit dem Abstieg. Da Evans Sauerstoffgerät noch immer nicht richtig funktionierte und ihn die Kräfte verließen, rutschte er mehrmals aus, konnte aber von seinem Partner gehalten werden. Da irgendwann beide am Ende ihrer Kräfte waren, rutschten sie auch zusammen aus, konnten den tiefen Fall aber abwenden. Gegen 15.30 Uhr waren beide wieder auf dem Südsattel.

### Erstbesteigung

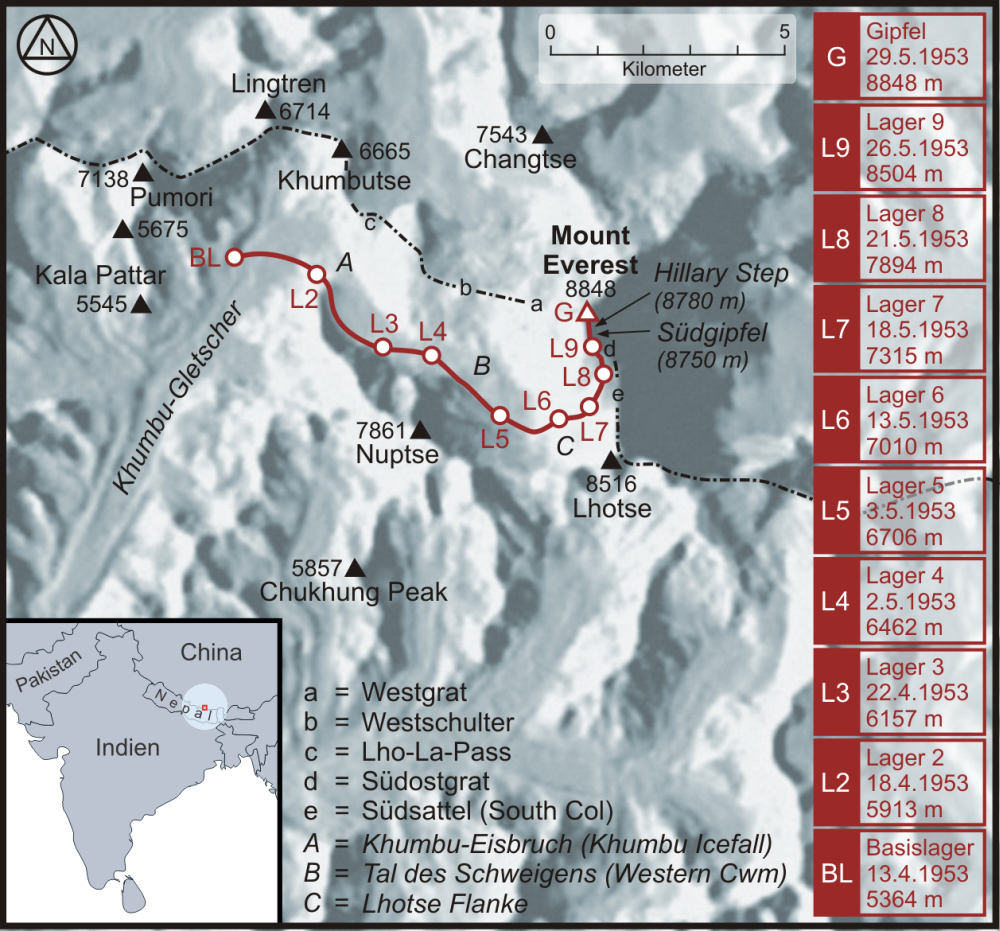
Route der Mount Everest-Besteigung im April/Mai 1953

Aufgrund schlechten Wetters musste der nächste Besteigungsversuch, diesmal durch Hillary und Norgay, um einen Tag verschoben werden. Lowe, Gregory und der Sherpa Ang Nyima trugen am 28. Mai schwere Lasten den Grat zum Südgipfel hoch, um dort auf 8420 m Höhe ein letztes Lager zu errichten. Dort verbrachten Hillary und Norgay die Nacht vor ihrer Gipfelbesteigung. Für die Nacht hatten sie zwei Ersatzsauerstoffflaschen; die eigentlich vorgesehene Flasche konnte nicht genutzt werden, weil ein Verbindungsstück fehlte. Sie tranken und aßen viel. Am Morgen des 29. Mai um 6.30 Uhr verließen sie ihr Zelt und begannen mit dem Aufstieg. Auf 8530 m fanden sie zwei Sauerstoffflaschen von Evans und Bourdillon, in denen noch Sauerstoff für eine Stunde war und als Reserve für den Rückweg benutzt werden könnte. Gegen 9.30 Uhr erreichten Hillary und Norgay den Südgipfel. Auf dem sich nun anschließenden Gipfelgrat kletterte Hillary voraus, bis sie zu einer zwölf Meter hohen Felsstufe gelangten, die später Hillary Step genannt wurde. Zu diesem Zeitpunkt hatten sie noch Sauerstoff für drei Stunden. Während Norgay nun sicherte, versuchte Hillary diese Schlüsselstelle zu überklettern. Anschließend war der Weg weniger schwer. Um 11.30 Uhr erreichten sie den Gipfel. Dort umarmten sie sich. Hillary schoss auch ein Foto von Norgay. Da dieser aber nicht mit einem Fotoapparat umgehen konnte, gibt es kein Foto von Hillary auf dem Gipfel. Anderen Angaben zufolge vergaß Hillary, Norgay um ein Foto von sich zu bitten. Nach etwa 15 Minuten machten sie sich auf den Rückweg. Um 14 Uhr waren Hillary und Norgay wieder bei ihrem Hochlager und machten eine Pause. Gegen 16 Uhr waren sie auf dem Südsattel. Dort erwartete sie Noyce, der ihnen bereits Getränke und Essen vorbereitet hatte. Um 17.30 Uhr legte Noyce mit Schlafsäcken ein großes „T“ aus, das verabredete Zeichen für die erfolgreiche Besteigung an das Basislager. Allerdings konnte das Zeichen weiter unten durch die Wolken nicht gesehen werden.

## Nach der Erstbesteigung
Die Nachricht der erfolgreichen Besteigung wurde so schnell wie möglich nach Europa übermittelt. Jan Morris von der Times schaffte es, bis zum 1. Juni die Nachricht nach Namche Bazar zu übermitteln, von wo aus sie nach England überbracht wurde. Dort traf sie am 2. Juni, dem Krönungstag von Queen Elisabeth II., ein.
Auf der Rückreise wurde in Indien immer wieder versucht, einen Keil zwischen Norgay und den Rest der Expedition zu treiben. Die Leistungen von Norgay wurden überhöht wahrgenommen, die Leistungen der anderen abgewertet. Norgay selbst wehrte sich aber gegen diese Darstellung.
Am 13. Juni wurde Kathmandu erreicht. Da in den vergangenen Tagen immer wieder behauptet wurde, dass Norgay vor Hillary den Gipfel erreichte, stellte Hunt dies am 14. Juni richtig. Er betonte aber, dass die genaue Reihenfolge unwichtig sei.